# Niederhaslach
Niederhaslach ist eine französische Gemeinde mit 1394 Einwohnern (Stand 1. Januar 2021) in den Vogesen im Département Bas-Rhin in der Region Grand Est (bis 2015 Elsass). Niederhaslach ist einer der Grenzorte des alemannischen Dialektraums und liegt in unmittelbarer Nachbarschaft zu Oberhaslach. Durch Niederhaslach fließt die Hasel, die über die Bruche bei Strasbourg in die Ill mündet.

## Bevölkerungsentwicklung
| Jahr      | 1962 | 1968 | 1975 | 1982 | 1990 | 1999 | 2009 | 2019 |
| Einwohner | 1022 | 1048 | 1103 | 1055 | 1088 | 1182 | 1410 | 1398 |

## Wappen
Heiliger Florentinus (Florentius von Straßburg) mit Bischofsstab und Mitra in Gold auf blauem Grund. Auch Namenspatron der Stiftskirche Niederhaslach, genannt Église Saint-Florent, sowie Namenspatron der Wallfahrtskapelle St. Florent im benachbarten Oberhaslach.

## Sehenswürdigkeiten
- Stiftskirche Niederhaslach, genannt Église Saint-Florent: Der dreischiffige Kirchenbau zählt, neben dem Straßburger Münster, als eine der repräsentativsten gotischen Sakralbauten des Elsasses. Besonders hervorzuhebend sind die 14 beeindruckenden mittelalterlichen Bleiglasfenster, aber auch neuere Elemente, wie der imposante Turmaufsatz aus dem 19. Jahrhundert prägen das Bild dieser majestätischen Kirche.

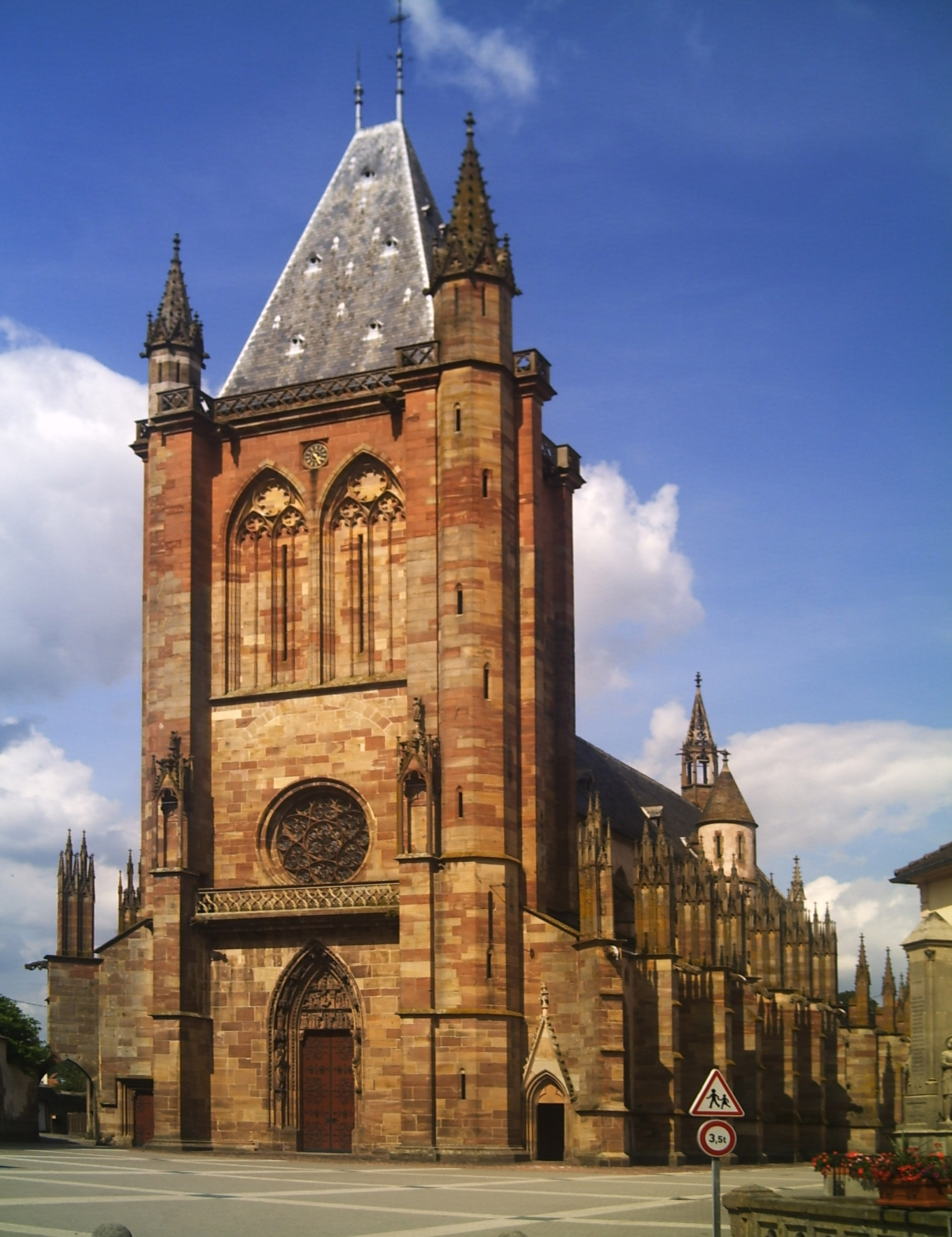
Kirche Saint-Florent

## Veranstaltungen
Festival von Saint-Florent, Flohmarkt am ersten Sonntag im November

## Persönlichkeiten
- Florentius von Straßburg gründete im 6. oder 7. Jahrhundert das Benediktinerkloster in Niederhaslach.
- Gerald von Steinbach († 1330 in Niederhaslach, verunglückt). Er war einer von drei Söhnen des Steinmetz Erwin von Steinbach (1244–1318). Vater Erwin war maßgeblicher Architekt des Straßburger Münsters. Seine Baukunst wurde 1773 von Goethe gerühmt. Sohn Gerhald war der Baumeister der Stiftskirche Niederhaslach. Sein Unfalltod führte zunächst zum Baustopp. Erst 1335 wurde der Bau vollendet. Die Grabplatte des Gerald von Steinbach befindet sich noch immer in Innern der Stiftskirche Niederhaslach.
- Johannes Burckard (* 1450 Niederhaslach; † 15. Mai 1506 Rom) war Protonotar des Heiligen Stuhls und von 1484 bis 1503 Zeremonienmeister an der römischen Kurie